# Eugenio Álvarez Dumont
Eugenio Álvarez Dumont, né en 1864 à Tunis et mort en 1927 à Buenos Aires, est un peintre espagnol.

## Biographie
Il étudie à l'Académie royale des beaux-arts Saint-Ferdinand puis à l'Académie d'Espagne à Rome où sa toile La muerte de Churruca est remarquée. Il effectue dès 1898 des voyages en Afrique du nord avec son frère Cézar et peint des thèmes orientalistes.
Il s'installe à Paris et expose à Madrid et à Chicago.

## Distinctions
- Médaille de 2e classe à l'Exposition nationale des beaux-arts (1892)
- Médaille de 3e classe à l'Exposition nationale des beaux-arts (1887)